# Porsche 906
La Porsche 906, conosciuta anche come Carrera 6, è un'autovettura da competizione della casa automobilistica tedesca Porsche, prodotta nel 1966 con carrozzeria berlinetta ed erede della Porsche 904.

## Tecnica

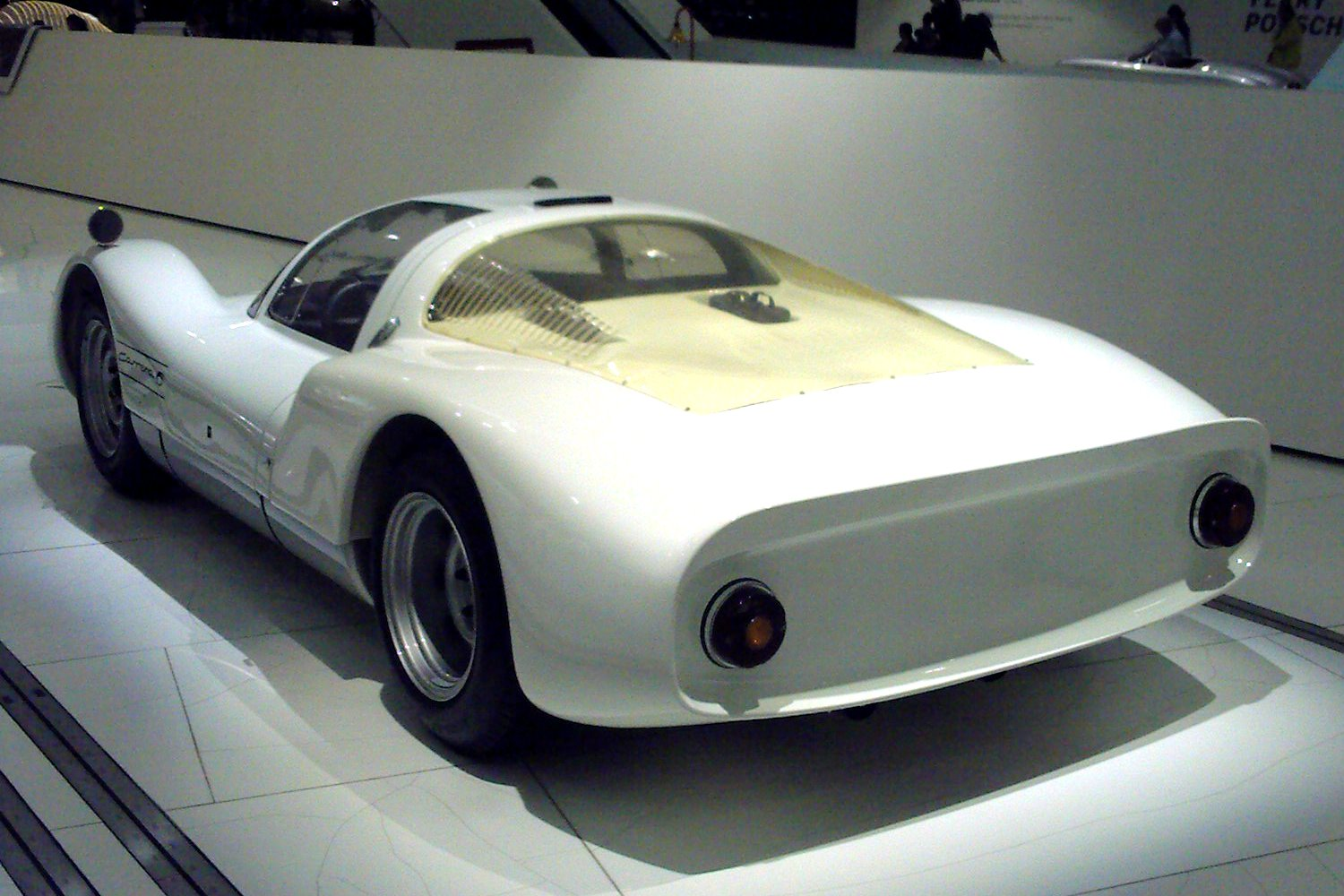
Vista posteriore

Era dotata di un motore a sei cilindri boxer raffreddato ad aria di 1991 cm³ che sviluppava 220 CV di potenza. Era capace di raggiungere i 280 km/h. Fu anche prodotta in una versione potenziata, dotata di un motore boxer 8 cilindri da 270 CV, utilizzata esclusivamente dalla squadra ufficiale Porsche. 
La vettura pesava appena 580 kg grazie all'impiego di un telaio tubolare di tipo space-frame e di una carrozzeria realizzata in fibra di vetro. 

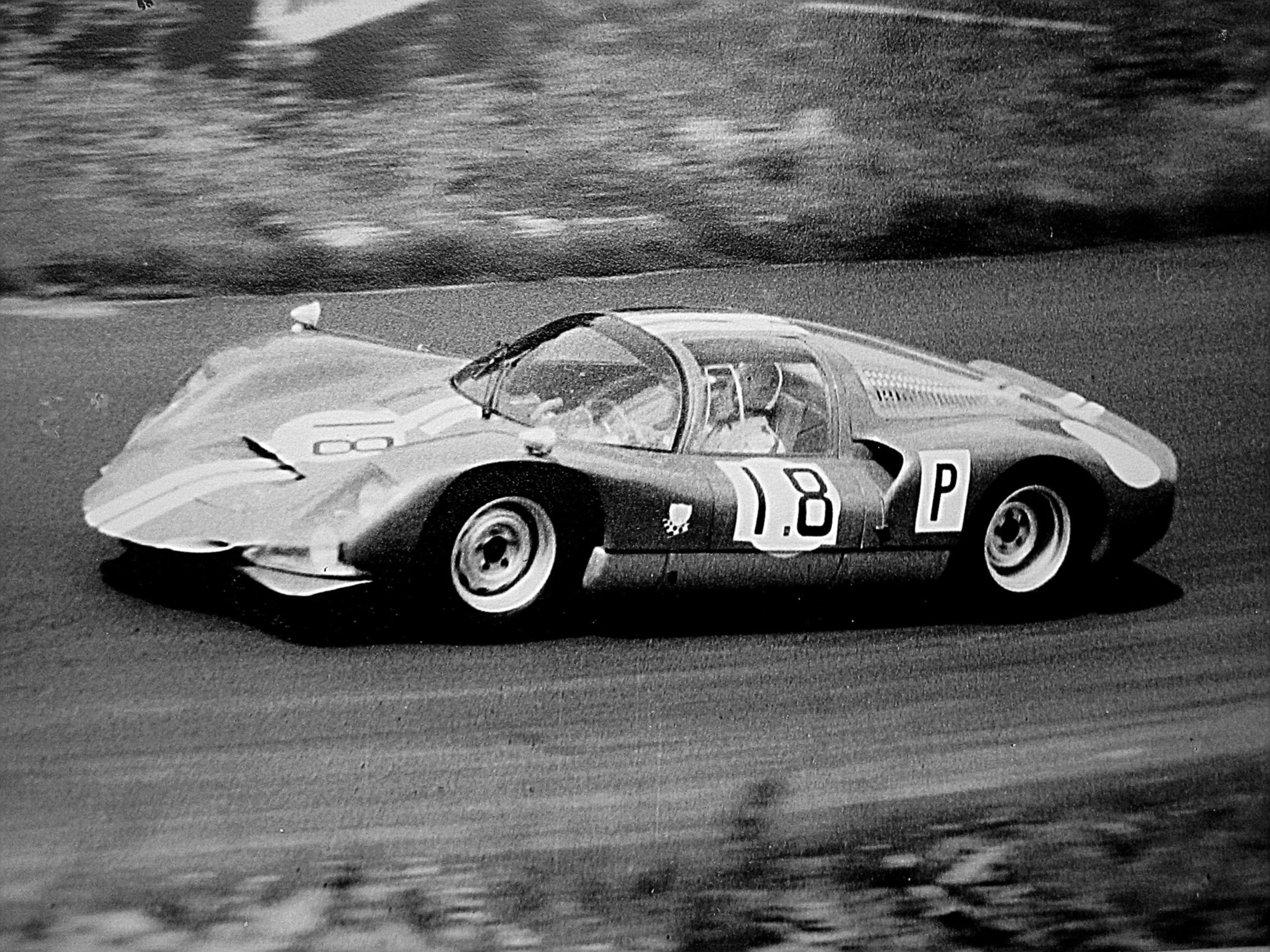
Porsche 906 alla 1000 km del Nürburgring

Allo scopo di favorire l'accesso all'abitacolo dei piloti, la carrozzeria della "906" prevede aperture che comprendono un'abbondante porzione della capote, quasi dando l'impressione che il lunotto posteriore sia contenuto da un semplice roll-bar. Per questa somiglianza e in onore alla vittoria conseguita nella prestigiosa Targa Florio, le versioni scoperte dei modelli Porsche 911 e Porsche 912 vennero denominate "Targa", così creando il neologismo entrato nell'uso comune per definire le vetture di quel tipo.

## Attività sportiva
L'anno in cui fece il suo debutto nelle corse, la 906 vinse, oltre a numerose gare in salita sia in Italia che all'estero, la Targa Florio 1966. Destinata in ogni caso soprattutto alle gare di durata del Campionato mondiale sportprototipi, ben si comportò nelle competizioni di questo tipo, in particolare alla 24 Ore di Le Mans, dove conquistò 4º , 5º, 6º e 7º posto nell'edizione del 1966 alle spalle delle Ford GT40, di cilindrata ben maggiore.